# Фадлалла, Мухаммад Хусейн
Сайид Мухаммад Хусейн Фадлалла (16 ноября 1935 — 4 июля 2010) — шиитский марджа, основатель движения «Хезболла». Родился в иракском городе Неджеф в семье ливанских эмигрантов. Вернулся на родину в Ливан в 1952 году. В годы гражданской войны начал заниматься благотворительностью: открыл детские дома, школы для инвалидов, медицинские центры, три института для слепых и глухих. После покушения на свою жизнь в 1985 году оставил все официальные посты в «Хезболле», оставшись её духовным лидером. Он поддержал исламскую революцию в Иране, однако выступал противником идеи абсолютного руководства факиха, развитой в концепции Хомейни. Журнал Time писал, что к моменту своей смерти «Фадлалла порвал с „Хезболлой“ и токсичным наследием своих первых эдиктов. Он критиковал клерикальный режим в Иране, поддерживал права женщин и настаивал на диалоге с Западом».